# Ivanna Klympušová-Cincadzeová
Ivanna Orestivna Klympušová-Cincadzeová (ukrajinsky Іванна Орестівна Климпуш-Цинцадзе, * 5. červenec 1972 Kyjev, RSFSR, Sovětský svaz) je ukrajinská novinářka a politička. V letech 2016–2019 působila jako místopředsedkyně vlády Ukrajiny pro evropské záležitosti ve vládě Volodymyra Hrojsmana. Od roku 2019 je poslankyní ukrajinského parlamentu za stranu Blok Petra Porošenka.